# Інтермодуляція

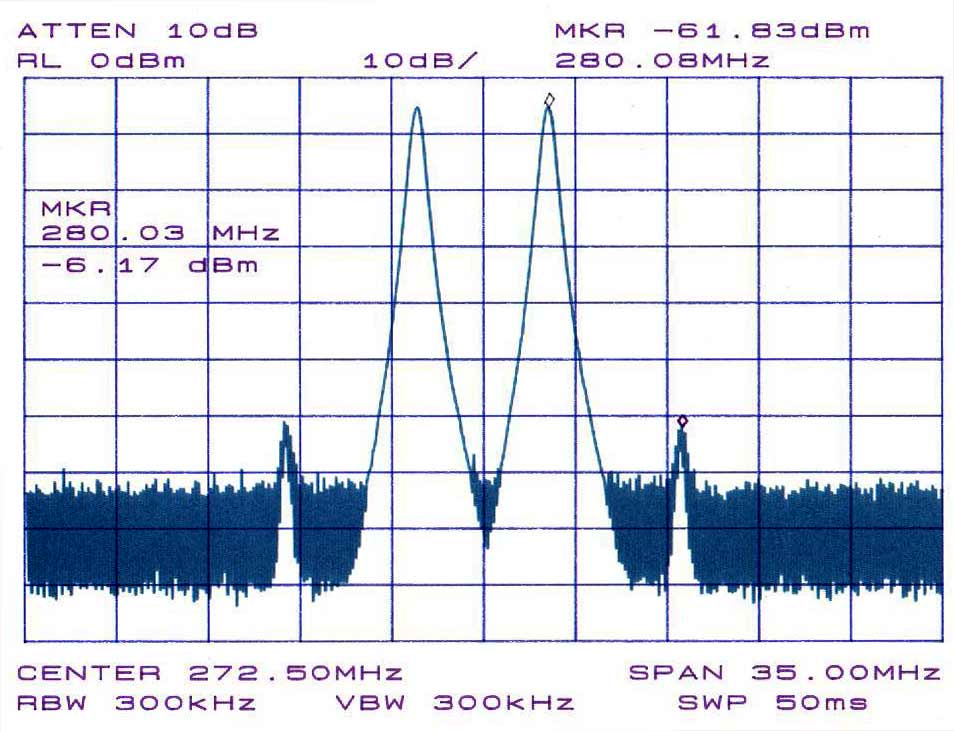
Графік спектральної характеристики показує інтермодуляцію між двома сигналами частотами 270 МГц і 275 МГц. Наслідками інтермодуляції є пагорби на частотах 280 МГц та 265 МГц.

Інтермодуляція (англ. Intermodulation) — нелінійні спотворення вихідного сигналу в пристроях підсилення електричних сигналів з нелінійними характеристиками при подачі на їх вхід сигналів, що містять складові двох або більше частот. В результаті інтермодуляції між кожною парою з цих частот та їх гармоніками утворюються додаткові складові вихідного сигналу на частотах, що відповідають сумі та різниці частот вхідних сигналів та їх гармонік.
Інтермодуляційні спотворення (англ. intermodulation distortion, IMD) мають широкий спектр і, на відміну від гармонічних спотворень, які сприймаються як обертони вхідного сигналу, погано маскуються основним сигналом і сприймаються як шум.
Інтермодуляція викликана нелінійністю пристроїв обробки електричних сигналів. Теоретично результат впливу цих нелінійностей може бути розрахований шляхом розкладу в ряд Вольтерра, в той час як апроксимацію цих нелінійностей отримують шляхом розкладу в ряд Тейлора. 